# Atlético Chiapas
El Club Atlético Chiapas fue un equipo de futbol que jugó en la Tercera División, en Segunda División de México y en Primera A, tuvo como sede la ciudad de Tuxtla Gutiérrez, capital del estado de Chiapas.

## Historia
En 1997, después de un duelo realizado en el Estadio Zoque, entre un selectivo chiapaneco y el Atlético Celaya (compuesto entre otros por Iván Hurtado, Míchel González, Hugo Sánchez y Emilio Butragueño), medios de comunicación cuestionaron al empresario chiapaneco Antonino "Nino" Constanzo (promotor de este y otros eventos), sobre la posibilidad de que llegara un proyecto de fútbol profesional a Chiapas. Finalmente, con el apoyo del Atlético Celaya –en especial del empresario español Enrique Fernández–, Constanzo creó al Atlético Chiapas, equipo que comenzó su andar en el fútbol en la Tercera División para la Temporada 1997-1998.

Previo al torneo Invierno 2001, varias escuadras cambiaron de sede, el Real San Sebastián de Puebla, se mudó a Chiapas; el 29 de julio del 2001, los Guerreros debutaron en la Primera División A enfrentando a Correcaminos en el Estadio Marte R. Gómez.
JUGADORES DESTACADOS:
José Miguel Zavaelavd, Luis Cano, Ricardo Rayas, Jesús Eduardo Córdova, Porfirio Jiménez, Basilio Pérez, Antonio Barbosa "Juninho", César "Tucu" Alexenicer y Daniel "Profe" Mora. 
ENTRENADORES:
René Isidoro García, Diego Malta e Ignacio 'Bambi' Negrete.

Ante la llegada de Jaguares de Chiapas, la franquicia fue trasladada a Yucatán, para así dar paso a los venados del Atlético Yucatán (permaneció en la entidad para la Temporada 2002-2003).
Este equipo comenzó a jugar en la Liga de Nuevos Talentos de la Segunda División de México. A partir del torneo Apertura 2014 participa en la Liga Premier de Ascenso, ya que el Unión de Curtidores optó por no participar esa temporada y prestó su franquicia a Atlético Chiapas, pudiendo jugar en Premier.
A partir del torneo Apertura 2015 el equipo cambió de nombre a Chiapas FC Premier, esto debido a que la Segunda División pidió a los equipos de la Liga MX tener un equipo filial en esta división.

## Estadio

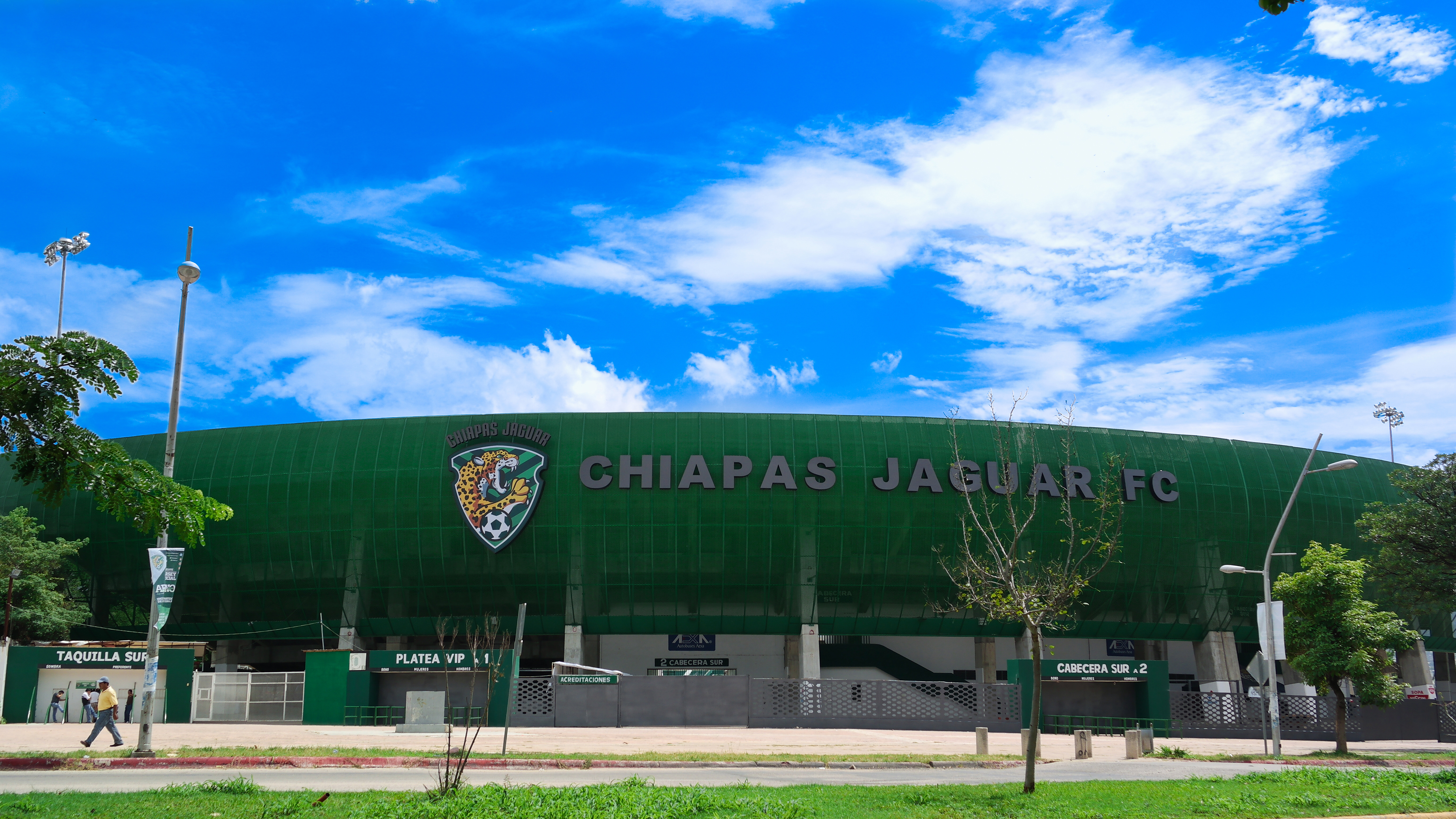
Vista exterior del Estadio Víctor Manuel Reyna.

El Estadio Víctor Manuel Reyna se ubica en la zona norte oriente de Tuxtla Gutiérrez.
El estadio fue edificado en 1982 y podía albergar a 6,000 espectadores; en el 2001, con la inclusión del Club Atlético Chiapas en la entonces Primera A, el aforo se triplicó; en el 2002, tras la llegada de Jaguares de Chiapas, el inmueble vio incrementada su capacidad a 25,000 aficionados; en el 2014, se realizó la última remodelación, dejando al 'Zoque' con la oportunidad de recibir a 30,000 seguidores.
Debe su nombre al profesor Víctor Manuel Reyna, promotor y fundador de la primera liga infantil de fútbol municipal en la capital chiapaneca durante los años 50.

Por algún período, los 'Guerreros' también jugaron en el Estadio Flor del sospó y en el Estadio Samuel León Brindis.